# Bernd Jakubowski
Pour les articles homonymes, voir Jakubowski.
Bernd Jakubowski est un footballeur  international est-allemand puis entraîneur allemand, né le 10 décembre 1952 à Rostock et mort le 25 juillet 2007 à Dresde. Il évolue au poste de gardien de but au Hansa Rostock puis du Dynamo Dresde de 1977 à 1986.
Il devient entraîneur-adjoint à Dresde et entraine jusqu'à sa mort l'équipe de Radeberger SV.

## Biographie
En club, il porta les couleurs du Hansa Rostock puis du Dynamo Dresde de 1977 à 1986. Il joue 183 matchs de championnat avec le Dynamo Dresde, avec lequel il joua 31 matchs de coupes d'Europe et remporta deux titres de champion (1978) et trois coupes de RDA (1982, 1983 et 1985).
International est-allemand, il gagne avec sa sélection la médaille d'argent lors du tournoi olympique de football des Jeux olympiques d'été de 1980 à Moscou.

### Décès
Bernd Jakubowski s'éteint à l'âge de 54 ans à Dresde des suites d'un cancer.

## Palmarès
- Médaille d'argent du tournoi olympique de football des Jeux olympiques d'été de 1980 avec l'Allemagne de l'Est.
- Champion de RDA en 1977 et 1978 avec le Dynamo Dresde.
- Vainqueur de la coupe de RDA en 1982, 1983 et 1985 avec le Dynamo Dresde.
- Vainqueur de la Challenge Cup en 1970 avec l'Allemagne de l'Est juniors.